# Középvárca
Középvárca (Orțița), település Romániában, a Partiumban, Máramaros megyében.

## Fekvése
Szilágycsehtől északnyugatra, Szilágyillésfalva, Alsóvárca és Felsővárca közt fekvő település.

## Története
Nevét az oklevelek 1391-ben említették először Trywarcha néven. ekkor három Várca nevű hely volt egymás mellett: Felsővárca, Középvárca és Alsóvárca. 
1543-ban a Drágffy család birtoka volt a település, majd a Drágffy család kihalta után a kincstárhoz került, amely Báthory Györgynek és nejének adta, később azonban hűtlenség címén elvette tőlük és a Gyulafiaknak adta.
1676-ban Barcsai Judit Alsó- és Középvárcai birtokán Kapi György és Bethlen Farkasné Ostrosith Borbála osztozott meg.
1910-ben 325 lakosából 4 magyar, 321 román volt. Ebből 321 görögkatolikus volt.
A trianoni békeszerződés előtt Szilágy vármegye Szilágycsehi járásához tartozott.

## Hivatkozások

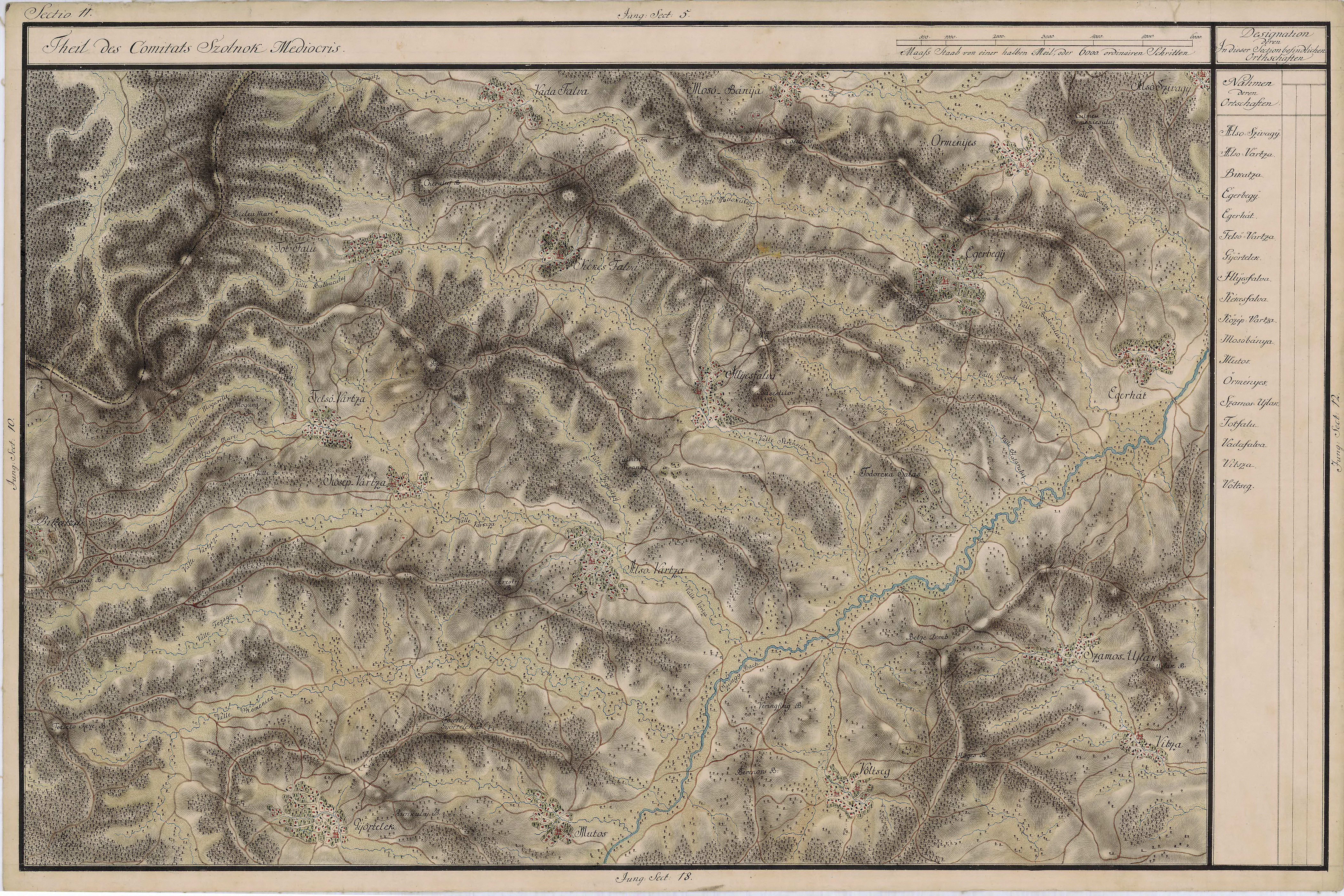
Középvárca egy régi térképen